# سیارک ۷۶۸۴
سیارک ۷۶۸۴ (به انگلیسی: 7684 Marioferrero، نامگذاری:1997EY) هفت هزار و ششصد و هشتاد و چهارمین سیارک کشف شده‌است که در ۳ مارس ۱۹۹۷ کشف شد.
قدر مطلق سیارک برابر ۱۲٫۷۰ است.